# Phare de Galloo Island
Le phare de Galloo Island (en anglais : Galloo Island Light), est un pharein actif situé sur l'île Galloo du Lac Ontario proche de la ville de Hounsfield, dans le Comté de Jefferson (État de New York).
Il est inscrit au Registre national des lieux historiques depuis le 4 août 1983 .

## Histoire

### Île Galloo et son phare
L'île Galloo couvre environ 3,46 km², pour une longueur totale de 4,47 km et une largeur de 1,49 km. Cette île, précédemment orthographiée "Galloup", est située sur la rive est du lac Ontario et près de l'entrée de Sackets Harbor. Elle se trouve à la périphérie d'un groupe d'îles et de hauts-fonds qui gardent l'entrée du port de Sackets et du fleuve Saint-Laurent. L'île a été mise aux enchères et appartient actuellement à Cara C. Dibnah de Vallejo en Californie. Cependant, à cause de la loi, les garde-côtes sont autorisés à pénétrer dans cette propriété privée pour l'entretenir l'ouvrage de signalisation. Le phare émet une lumière blanche qui produit un faisceau visible à une distance maximale de 11 milles. Il est équipé d'une corne de brume à la vapeur qui retentit lorsque le temps est brumeux. Le sifflet sonne pendant 10 secondes puis reste silencieux pendant 30 secondes. L'île n'a pas de port et les débarquements doivent être effectués à partir de bateaux plus petits.

### Histoire du phare
Le 21 avril 1818, une loi a été adoptée afin qu'une grande partie de l'île Galloo puisse être officiellement remise au gouvernement des États-Unis d'Amérique dans le seul but de construire un phare. Le Congrès avait prévu 12.500 dollars pour la construction de ce phare, qui devait être construit dans le sud-ouest du pays, afin de pouvoir marquer les îles et les hauts-fonds que les navires rencontraient fréquemment lorsqu’ils se rendaient au fleuve Saint-Laurent ou au port de Sackets, situé à proximité. La première lumière sur l'île a été mise en service en 1820. La construction de la tour et de son logement s'est déroulée de 1823 à 1867. Après de nombreuses pressions exercées par les gardiens du phare, la lumière a finalement été automatisée en 1963.
Le phare a été abandonné et en août 1999, l’île a été achetée par une société privée appelée PRK Holdings Group of Syracuse. La tour et la maison du gardien ont été mises aux enchères le 27 septembre 2000 par le bureau des bâtiments excédentaires de l'administration des services généraux des États-Unis. Le logement est attaché au phare par un passage. Le bâtiment a une couleur gris calcaire. Il se compose de 6 chambres au total, toutes mises à la disposition d'un gardien à la fois. Certaines des terres à proximité sont cultivées. Les locaux contiennent également un logement du gardien adjoint situé à une quinzaine de mètres dans la direction nord-ouest de la tour principale. Celui-ci contient aussi 6 chambres.Il est doté d'un grand jardin.

## Description
Le phare  est une tour cylindrique en brique avec une galerie et une lanterne de 17 m de haut. La tour est peinte en blanc et la lanterne est noire. Il émettait, à une hauteur focale de 18 m, un éclat blanc par période de 6 secondes. Sa portée était de 11 milles nautiques (environ 20 km).
Il a été remplacé en 2011 lors de sa désactivation, par une bouée lumineuse (USCG 7-1995)
Identifiant : ARLHS : USA-314 ; ex-USCG : 7-2000 .

### Lien connexe
- Liste des phares de l'État de New York